# Frobenius Orgelbyggeri
Frobenius Orgelbyggeri (deutsch Frobenius Orgelbau) oder Th. Frobenius og Sønner Orgelbyggeri A/S, ist ein dänisches Orgelbauunternehmen mit Sitz in Lyngby im Norden von Kopenhagen. Das Unternehmen wurde 1909 von Theodor Frobenius gegründet.
Frobenius hat mehr als 1000 Orgeln gebaut, einschließlich der Orgel im Dom zu Århus, der größten Kirchenorgel in Dänemark.

## Werkliste
| Jahr      | Ort                | Kirche                 | Bild | Manuale | Register | Bemerkungen |
| --------- | ------------------ | ---------------------- | ---- | ------- | -------- | --- |
| 1916      | Kopenhagen         | Jerusalemskirken       |      | III     | 35       | Die größte original erhaltene romantische Orgel Dänemarks aus der Zeit vor dem Zweiten Weltkrieg.                     |
| 1928–2001 | Århus              | Dom zu Århus           |      | IV/P    | 89       | Die größte Kirchenorgel in Dänemark.                                                                                  |
| 1965      | Oxford             | Queen’s College        |      | II/P    | 22       | |
| 1973/94   | Ribe               | Dom zu Ribe            |      | IV/P    | 50       | |
| 1979      | Vangede            | Kirche von Vangede     |      | III     | 40       | Architekt: Johan Otto von Spreckelsen                                                                                 |
| 1991      | Aal Sogn           | Aal Kirke              |      | II/P    | 12       | |
| 1994      | Berlin-Marienfelde | Dorfkirche Marienfelde |      | III/P   | 32       | → Orgel |
| 2009      | Jørlunde           | Kirche von Jørlunde    |      | II/P    | 24       | Disposition durch den Komponisten Frederik Magle. Enthält die längsten Orgelpfeifen sämtlicher dänischer Dorfkirchen. |